# Summer Darkness
Summer Darkness was een muziekfestival in Nederland met voornamelijk Gothic en gerelateerde genres. Het festival werd georganiseerd van 2003 tot en met 2013 en jaarlijks in juli of augustus in de stad Utrecht gehouden.

## Geschiedenis
Een van de initiatiefnemers was dj XXX (Kees de Brouwer) met zijn gothicbedrijf Cybercase. Het festival was een samenwerkingsverband tussen Cybercase en poppodium Tivoli. Tot 2010 was ook EKKO deel van de organisatie. Het festival werd in de loop van de tijd steeds groter; in 2010 waren er 6500 bezoekers en in 2012 ruim 6000. In 2014 kondigde het festival aan met de zomereditie een sabbatical in te gaan, mede omdat het Domplein wegens werkzaamheden niet beschikbaar was en het poppodium waar de meeste concerten plaatsvonden, Tivoli Oudegracht, werd gesloten. In 2015 besloot de organisatie om het festival helemaal niet meer te organiseren. Enkele concerten van 'Summer Darkness presents' gingen wel door, evenals de dansavonden onder de naam 'Cyberia'. Op 21 augustus 2015 vond 'Cyberia', na 20 jaar, in De Helling voor de laatste keer plaats, hoewel er vijf jaar later, op 4 augustus 2018, nog wel een reünieavond plaatsvond. Als laatste was er op 21 februari 2014 nog een 'Summer Darkness winter edition'.

## Opzet
Het Summer Darknessfestival was opgezet op een soortgelijke manier als het Duitse Wave-Gotik-Treffen, alleen een stuk kleinschaliger. De optredens van de bands vonden plaats in de clubzalen in Utrecht. De hoofdzalen zijn de twee locaties van poppodium Tivoli (in het Tivolicomplex op de Oudegracht en in Tivoli De Helling). Ook vonden er optredens plaats in EKKO, de Domkerk (waarbij ook het carillon van de Dom werd bespeeld door beiaardier Malgosia Fiebig) en de Leeuwenberghkerk. Er zijn niet alleen optreden, maar ook bijkomende activiteiten als een markt, modeshows, stadswandelingen en een filmnacht, en soms ook demonstraties van LARP-organisaties. Ook was er in 2008 een speciale Dark-Ages-tour in Museum Catharijneconvent. Er werd ook balfolk gedanst; middeleeuwse volksdansen.
Onder de vlag van Summer Darkness worden ook kleinere concerten en festivals georganiseerd in de rest van het jaar. In februari 2007 vond bijvoorbeeld de "Summer Darkness Winter Edition" plaats.
Als vaste mediapartner deed de Utrechtse afdeling van 3voor12 (VPRO) elk jaar uitgebreid verslag van het festival.

## Artiesten en bands

### 2003
Autumn, Bloodflowerz, Das Ich, Elis, Estampie, Gothminister, Mila Mar, Morning, NG PRO, Paradise Lost, Orphanage, Say Y, Silent Assault, Sonar, Suicide Commando, Terminal Choice, This Morn'Omina, Trisomy, Wolfsheim

### 2004
After Forever, Angel Theory, Angels & Agony, Aslan Faction, Atrocity, Coph Nia, Corvus Corax, Deception, Dulce liquido, Faun, Feindflug, Hioctan, In Extremo, In Slaughter Natives, Killing Ophelia, Kutná Hora, Lamia, Leaves' Eyes, Novalis, Omnia, P·A·L, The Peoples Republic of Europe, Predella Avant, Psyclon Nine, Pzychobitch, Raison D'Etre, Rosa crux, Sanctum, Schandmaul, Sirenia, Terrorfakt, Trail Of Tears, Visions Of Atlantis

### 2005
Animadverto, Asrai, Autoagression, Autumn, The Azoic, The Birthday Massacre, Black Tongue Tribe, Chillburn, Crystal Entity, The Crüxshadows, Diary of Dreams, Dragonfly, Dulce liquido, Epica, Estampie, Fertile reality, Glis, Gothminister, Image Transmission, Misery, More machine than man, Morgenstern, Morning, My Insanity, Nemesea, the Old Dead Tree, Olen'k, Panic DHH, Penumbra, Qntal, S.K.E.T., Sonata Arctica, StinScatzor, Suicide Commando, Syrian, T. Raumschmiere, Tamtrum, Therion, UnterNull.

### 2006
the (Law Rah) Collective, Absurd Minds, Asche, Ataraxia, Bauhaus, the Birthday Massacre, the Chants of Maldoror, Clan Of Xymox, Combichrist, Corde Oblique, Courtesan, Dead Cell, Diorama, Embolus, Fabrikc, Faderhead, Front line Assembly, Frozen Plasma, Gail of God, Gor, Grendel, Inertia, Moonspell, Of the Wand and the Moon, Omnia, the Peoples Republic of Europe, Prey, Reaper, Revolution by Night, Saeculum, Schattenschlag, Soman, Star Industry, Statik Sky, Stromkern, Transworld, VNV Nation, Welle:Erdball, The Wounded, XmH, XP8, XPQ-21.

### 2007
A New Dawn, Alt-F4, And One, Androgene Collective, Angelspit, Annatar, Assemblage 23, Chamber, Client, Covenant , Crash Sympton, Delain, Die Weisse Rose, Diskonnekted, Dope Stars Inc., Elusive, Emilie Autumn, Epica, Frank The Baptist, Front 242, Genevieve Pasquier, Gothika, Grendel, H.E.R.R., Heimataerde, Implant, In Strict Confidence, Inkubus Sukkubus, Jaegerblut, Krypteria, Lacrimas Profundere, Magion, Mindfields, Modcom, Morning, My Dying Bride, Ordo Rosarius Equilibrio,  Outerspace Overdose, Rome, Rotersand, Steinkind, Straftanz, Suicidal Romance, The Crüxshadows, Trisomy, V2A, VNV Nation, X-RX, XMH, Zombiegirl.

### 2008
In februari 2008 werd een Summer Darkness Winter Edition gehouden.
The 69 Eyes, Alien Vampires, Apoptygma Berzerk, Clan Of Xymox, Colony 5, Combichrist, Das Ich, De/Vision, Echo & The Bunnymen, Faun, The Frozen Autumn, Garden Of Delight, Irfan, Lacrimas Profundere, Lola Angst, Mesh, Narsilion, NG-Pro, Orfeo, Persephone, Sieben, SITD, Sol Invictus, SonaR, Spectra Paris, Spiritual Front, Stephen Taylor, Synapscape, The Vision Bleak, Vive La Fête, Welle:Erdball, Within Temptation, Wynande Zeevaarder, XMH

### 2009
Absolute Body Control, Atomic Neon, Bacia di Tosco, The Birthday Massacre, Brighter death now, Kelten zonder Grenzen, Covenant, The Crüxshadows, Cybercide, Dandelion Wine, Dernière Volonté, Deviant UK, Eisbrecher, Embrun, Floor Jansen The foreshadowing, Front 242, Golgatha, Gothminister, Grendel, Irfan, Katzenjammer Kabarett, Klangstabil, Kloq, Korpiklaani, Lacuna Coil, The law-rah collective, Letzte Instanz, Modulate, MS Gentur, Negura bunget, NG Pro, Noisuf-X, NoyceTM, Nullvektor, Orfeo, Other day, Reaper, Rosa Crvx, Rose Kemp, Rotersand, S.K.E.T., Schwarzblut, Sieben, Spetsnaz, Spherical disrupted, Suicide commando, Tenek, Triarii, Tyr, Tyske Ludder, Uberbyte, Veljanov, Whispers in the shadow, XPQ-21, Zeromancer

### 2010
Aesthetic perfection, Allerseelen, Amduscia, And One, Bacio di Tosca, Ball noir, Brendan Perry, Clan of Xymox, DAF, Diorama, Dive, Faith and the muse, From Flint Glass to Tzol'kin to Empusae, Geistform, Geneviève Pasquier, Grendel, Ianva, Imminent, In slaughter natives, In strict confidence, Keltia, Leaetherstrip, Mono-Amine, Nachtmahr, Orfeo, Peter Bjärgö, Phelios, Project Pitchfork, SAM, Sophia, Spiritual front, Straftanz

### 2011
Eisenfunk, 16Pad Noise Terrorist, Angelspit, Broken Note, Destroid, Faderhead, Freakangel, Julien-K, Killing Joke, Kirlian Camera, Komor Kommando, Matta, Nitzer Ebb, Niveau Zero, Ordo Rosarius Equilibrio, Rome, Rotersand, Shiv-r, The Neon Judgement, The Wars, Tying Tiffany, Ulterior, VNV Nation, Wikan.

### 2012
Aesthetic Perfection, Agent Side Grinder, Binary Park, Combichrist, Controlled Collapse, Diary Of Dreams, Faerydae, Finvarra, Formalin, Haujobb, In The Nursery, Mars, Mojo Fury, Mono Amine, Nachtmahr, Nao, O. Children, Parade Ground, Peter Hook, Post Nuclear Steam-City Of Echoes, Sieben, Sonar, Straftanz, Suicide Commando, Surgyn, The Cruxshadows, The Dutch Lemmings, Triarii, Vomito Negro, Winterkälte.